# Abrocoma bennettii
Abrocoma bennettii és una espècie de mamífer rosegador de la família dels abrocòmids. És endèmica de Xile, on viu entre Copiapó i la zona del riu Biobío. El seu hàbitat natural són els matollars mediterranis dels vessants occidentals dels Andes. Podria estar amenaçada per la mineria, el turisme i l'agricultura.